# Hamhŭng

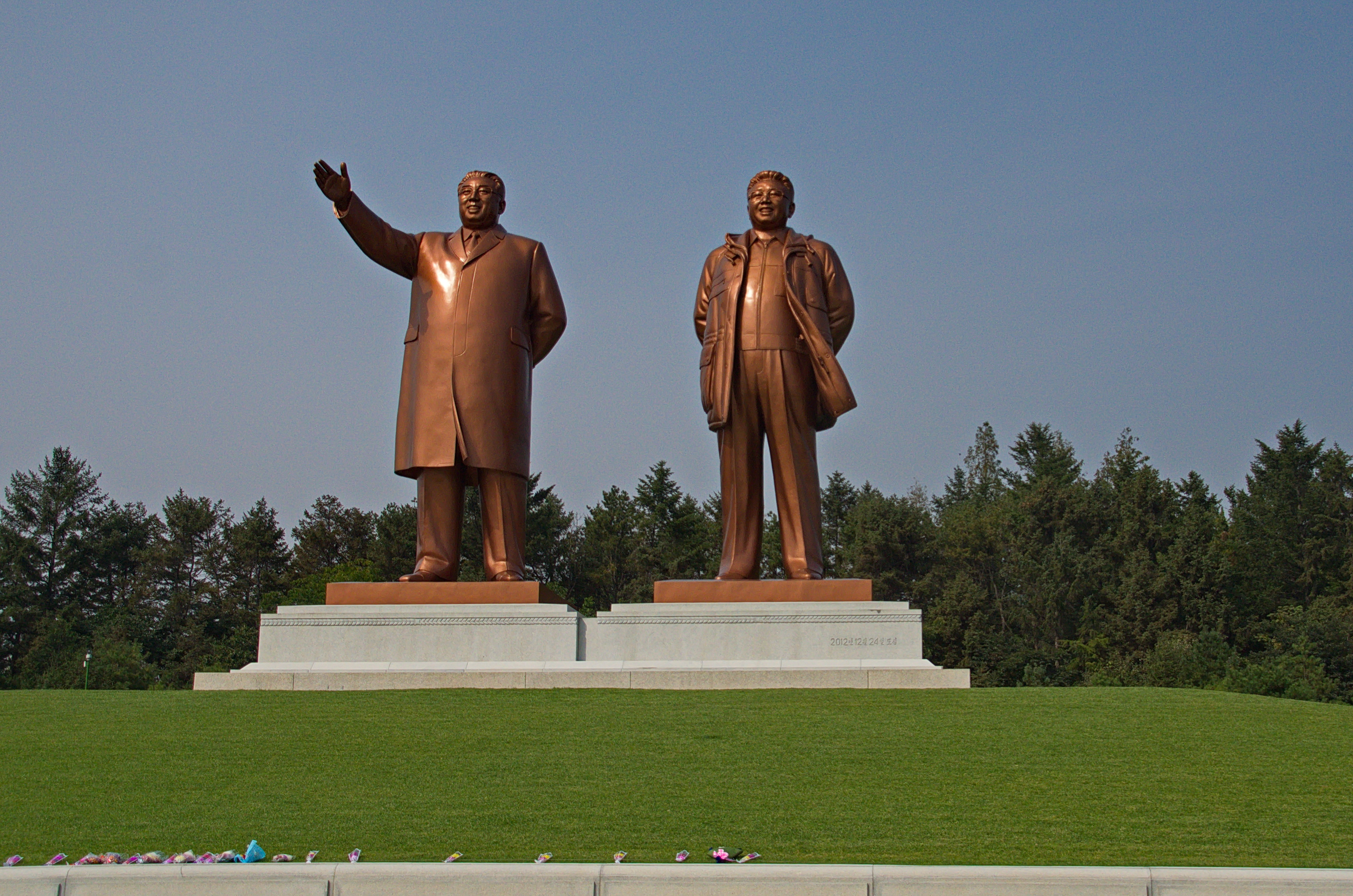
Pomniki Kim Il Sunga i Kim Dzong Ila w Hamhŭng

Hamhŭng (kor. 함흥) – drugie co do wielkości miasto w Korei Północnej, stolica prowincji Hamgyŏng Południowy. 
W mieście tym urodził się założyciel ostatniej dynastii koreańskiej Yi, Yi Seong-gye.

## Geografia
Miasto położone jest w północno-wschodniej części Korei, w prowincji Hamgyŏng Południowy. W latach 1960–1967 Hamhŭng był odrębnie od prowincji administrowanym miastem jako Miasto Administrowane Rządowo (kor. Chikhalsi). 
Miasto znajduje się we wschodniej części równiny Hamhŭng, na lewym brzegu rzeki Songchon. Wraz z pobliskim miastem portowym Hŭngnam tworzy zespół miejski o ludności około 848 tys. mieszkańców.

## Przemysł
Hamhŭng to miasto przemysłowe i główny port przeładunkowy dla handlu morskiego Korei Północnej. Główne gałęzie przemysłu to włókiennictwo (szczególnie winalon – włókno sztuczne), przemysł metalowy, produkcji maszyn, rafinerie oleju i przetwarzanie żywności.

## Miasta partnerskie
- Szanghaj